# Les Cœurs solitaires
Les Cœurs solitaires est une bande dessinée du Français Cyril Pedrosa publiée par Dupuis en 2006 dans sa collection « Expresso ».
Ce premier album réalisé par Pedrosa sans scénariste suit Jean-Claude, un célibataire qui décide de quitter son travail pour participer à une croisière de célibataires et se réapproprier sa vie.

## Publications
- Les Cœurs solitaires, Dupuis, coll. « Expresso », 2006  (ISBN 2800137916).
- (it) Cuori solitari, Bao Publishing, 2014  (ISBN 9788865432143).
- (nl) Eenzame harten, Dupuis, 2016  (ISBN 9789031434282).
- (en) Hearts at sea, Europe Comics, 2016  (ISBN 9791032801918). Uniquement en ebook.